# Gilberto Corretti
Gilberto Corretti (* 16. März 1941 in Florenz; † 2. März 2023) war ein italienischer Architekt und Designer.

## Leben
Gilberto Corretti studierte Architektur in Florenz. Von 1966 bis 1973 war er zusammen mit Paolo Deganello, Andrea Branzi und Massimo Morozzi Gründer und Mitglied der florentiner Designergruppe Archizoom Associati. Diese avantgardistische Gruppe gilt zudem als Begründer des Anti-Designs der 1980er Jahre.
Gilberto Corretti lehrte Produktdesign am ISIA (Istituto superiore per le industrie artistiche) in Rom, Florenz und Faenza. Er gründete in den 1970er Jahren sein eigenes Studio für Industriedesign und beschäftigte sich in der Forschung und Entwicklung von Industrieprodukten, dem Verlagswesen und Kinderspielen sowie der Kulturförderung. Er hat Produkte für AEP, Adica Pongo, B & B, Cassina, Cidue, Logitron, Knoll, Marcatrè, Model Racing, Planula, Poltronova, Sevi und Toyota entworfen. Er war Koordinator des ISIA-Labors Care Toys, einem multidisziplinäreren Forschungs- und Design-Workshop über Spiele und Spielräume für pädiatrische Einrichtungen. Er hat Kinderbücher, Essays und Artikel über Architektur und Design geschrieben.
Corretti starb am 2. März 2023 im Alter von 81 Jahren.

## Ehrungen und Auszeichnungen
- 2012: Preis für den Sessel „Mies“ und die beleuchtete Ottomane[4]
- 2022: Preis für den Archizoom Uno Leder- und Freischwinger-Sessel[4]

## Schriften
- zusammen mit Dario Bartolini, Jo Zweng: Let’s Look at Planet Earth, Hodder & Stoughton Childrens Division 1979, ISBN 978-0853406594
- zusammen mit Yoshiaki Kaneko, Tatsuo Udagawa: Die Ente in Reihe: Carlsen-Naturbücher, Carlsen Verlag, Hamburg, 1984, ISBN 978-3-551-20472-1
- Professione: designer, Alinea Editrice, Florenz 1993
- Lezioni di design, note in margine, Alinea editrice, Florenz 2006, ISBN 978-8860550378
- zusammen mit Andrea Branzi: Il design Italiano 1964–2000, Electa, Mailand 2008, ISBN 978-8837059781
- Autobiografia. Pensieri e foto della mia vita., Gangemi Editore, 2022, ISBN 978-8849245455